# Santa Margarida (Palafrugell)
Santa Margarida és un petit poble del municipi de Palafrugell. Allí es conserva l'ermita de Santa Margarida de Vilarnau, patrona de Palafrugell.